# Steele County (Minnesota)
 For alternative betydninger, se Steele County. (Se også artikler, som begynder med Steele County)
Steele County er et county i den amerikanske delstat Minnesota. Steele County ligger i den sydøstlige del af delstaten og grænser op til Rice County i nord, Dodge County i øst, Mower County i sydøst, Freeborn County i syd og mod Waseca County i vest.
Steele Countys totale areal er 1.119 km² hvoraf 7 km² er vand. I 2000 havde Steele County 33.680 indbyggere. County'ets  administration ligger i byen Owatonna, som også er største by i Steele County.
Steele County er opkaldt efter senator Franklin Steele.
44°01′N 93°13′V / 44.02°N 93.22°V